# Nia Moore
Nia Amina Moore (ur. 11 września 1993 w Chicago) – amerykańska koszykarka występująca na pozycjach silnej skrzydłowej oraz środkowej.
30 września 2016 została zawodniczką w Energi Toruń.
Podczas rozgrywek 2014/15 została jedną w sześciu zawodniczek w historii zespołu Lady Vols, które uzyskały co najmniej 20 punktów, w dwóch pierwszych spotkaniach sezonu.

## Osiągnięcia
Stan na 19 listopada 2016, na podstawie, o ile nie zaznaczono inaczej..
NCAA
- Uczestniczka rozgrywek:
  - Elite Eight turnieju NCAA (2013, 2015, 2016)
  - Sweet Sixteen turnieju NCAA (2013–2016)
- Mistrzyni:
  - turnieju konferencji Southeastern (SEC – 2014)
  - sezonu regularnego SEC (2013, 2015)